# Confit

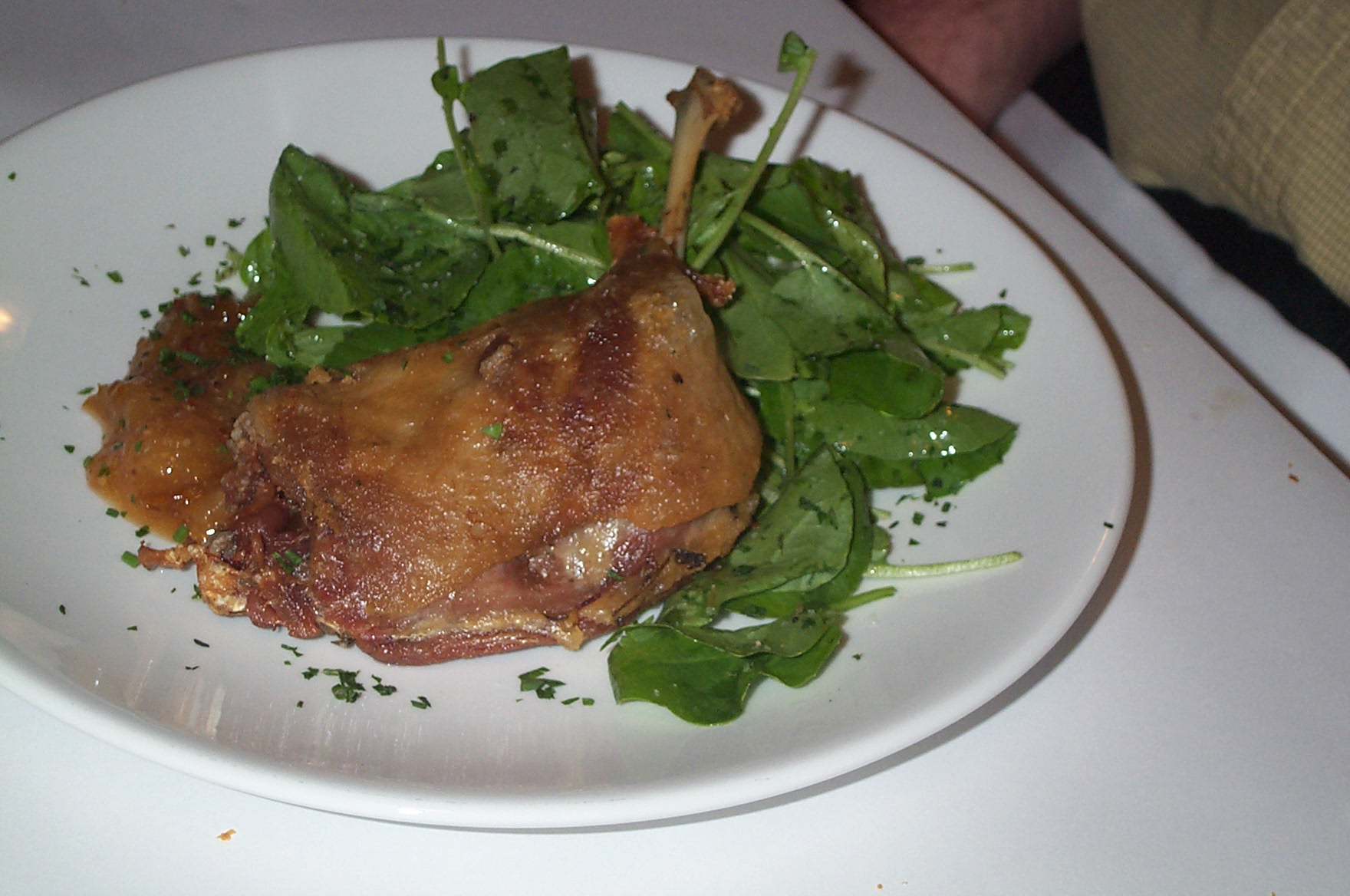
Entenconfit

Confit (von französisch confire, „einlegen, einkochen“) ist in Fett gekochtes und so haltbar gemachtes Fleisch.
Seinen Ursprung hat das Gericht in Südfrankreich zur Verwertung des bei der Produktion von Foie gras anfallenden Geflügelfleischs. Traditionell wird dafür vor allem das Fleisch von Enten (confit de canard), Gänsen (confit d’oie) oder Schweinen verwendet, das dann im eigenen Fett gegart wird. Meist wird das Fleisch zuvor noch leicht gepökelt.
Zur Herstellung von Confit werden die Fleischteile zuerst mit Salz eingerieben oder in Salzlake eingelegt und für einen Tag ruhen gelassen. Das dann eventuell angebratene Fleisch wird anschließend mit dem eigenen Fett (Schmalz) bedeckt bei milder Hitze eine bis mehrere Stunden gegart. Je nach Rezept werden dabei Gewürze wie Pfefferkörner, Lorbeerblätter usw. zugegeben. Das fertige Confit wird traditionell in Steinguttöpfen gelagert, wobei abwechselnd Fett und Fleisch in die Gefäße gegeben werden und alles mit einer dicken Fettschicht bedeckt sein muss, damit das Fleisch nicht verdirbt. Das typische Aroma entwickelt sich nach etwa zwei bis drei Wochen kühler Lagerung; haltbar ist Confit für mehrere Monate. Das sehr zarte Fleisch kann sofort gegessen oder zuerst knusprig gebraten werden.
Auf sehr ähnliche Weise hergestellt werden Rillettes und Pottsuse aus feiner zerkleinertem Fleisch, die als Brotaufstrich dienen. Das zugrunde liegende Verfahren (das Konfieren) wird auch zur Zubereitung anderer Fleischarten nicht nur zur Konservierung, sondern auch als sanfte Schmormethode verwendet – dann kann das Schmalz durch Pflanzenöl ersetzt werden, falls das Gericht nicht länger gelagert werden soll. Heute werden auch würzige Beilagen wie Zwiebeln oder Tomaten, die langsam mit Essig und anderen Zutaten geschmort wurden, gelegentlich Confit genannt.